# Gran Premio motociclistico delle Nazioni 1964
Il Gran Premio motociclistico delle Nazioni fu il penultimo appuntamento del motomondiale 1964.
Si svolse il 13 settembre 1964 presso l'Autodromo di Monza, e corsero le classi 125, 250, 350 e 500.
In 500 Mike Hailwood ebbe come unico avversario (come già a Daytona) Benedicto Caldarella, che con la Gilera fece segnare il giro più veloce.
Jim Redman vinse la gara della 350 (la settima consecutiva della stagione) dopo un'iniziale sfuriata di Remo Venturi.
Phil Read ottenne la vittoria in 250 e anche il titolo di Campione del Mondo, il primo per la Yamaha e per una moto a due tempi nella categoria. La Honda portò all'esordio una 6 cilindri bialbero, che si dimostrò non ancora all'altezza delle Yamaha. Tra gli italiani, quarto Giacomo Agostini e ritirato Tarquinio Provini (dopo una pessima partenza e senza neanche aver terminato il primo giro).
Luigi Taveri onorò il titolo appena conquistato di Campione del Mondo vincendo la gara della 125. Si rivide dopo quasi un anno di assenza Ernst Degner.
I record sul giro furono migliorati in tutte le classi.

## Classe 500

### Arrivati al traguardo
| Pos. | Pilota               | Moto      | Tempo        | Punti |
| ---- | -------------------- | --------- | ------------ | ----- |
| 1    | Mike Hailwood        | MV Privat | 1h 02' 58" 2 | 8     |
| 2    | Benedicto Caldarella | Gilera    | +11"         | 6     |
| 3    | Jack Ahearn          | Norton    | +2 giri      | 4     |
| 4    | Mike Duff            | Matchless | +2 giri      | 3     |
| 5    | Jack Findlay         | Matchless | +2 giri      | 2     |
| 6    | Walter Scheimann     | Norton    | +3 giri      | 1     |
| 7    | Fred Stevens         | Matchless | +3 giri      |       |
| 8    | Ginger Molloy        | Norton    | +3 giri      |       |
| 9    | Vasco Loro           | Norton    | +3 giri      |       |
| 10   | Remo Venturi         | Bianchi   | +4 giri      |       |
| 11   | Maurice Hawthorne    | Norton    |              |       |
| 12   | Giuseppe Dardanello  | Norton    |              |       |
| 13   | Emanuele Maugliani   | Gilera    |              |       |
| 14   | Benedetto Zambotti   | Norton    |              |       |
| 15   | Pietro Mencaglia     | Gilera    |              |       |

### Ritirati
| Pilota           | Moto      | Motivo ritiro |
| ---------------- | --------- | ------------- |
| Derek Woodman    | Matchless |               |
| Paolo Campanelli | Matchless |               |
| Gyula Marsovszky | Matchless |               |
| Paddy Driver     | Matchless |               |
| Alberto Picca    | Gilera    |               |
| Alberto Pagani   | Bianchi   |               |
| Gustav Havel     | Jawa      |               |
| Silvio Grassetti | Gilera    |               |
| Philippe Canoui  | Norton    |               |

## Classe 350

### Arrivati al traguardo
| Pos. | Pilota           | Moto      | Tempo     | Punti |
| ---- | ---------------- | --------- | --------- | ----- |
| 1    | Jim Redman       | Honda     | 51' 31"   | 8     |
| 2    | Bruce Beale      | Honda     | +1' 22" 2 | 6     |
| 3    | Stanislav Malina | ČZ        | +1 giro   | 4     |
| 4    | Renzo Pasolini   | Aermacchi | +1 giro   | 3     |
| 5    | Mike Duff        | AJS       | +1 giro   | 2     |
| 6    | Jack Ahearn      | Norton    | +1 giro   | 1     |
| 7    | Ian Burne        | Norton    | +1 giro   |       |
| 8    | Jack Findlay     | AJS       | +1 giro   |       |

## Classe 250

### Arrivati al traguardo
| Pos | Pilota                | Moto        | Tempo     | Punti |
| --- | --------------------- | ----------- | --------- | ----- |
| 1   | Phil Read             | Yamaha      | 41' 24" 2 | 8     |
| 2   | Mike Duff             | Yamaha      | +10"      | 6     |
| 3   | Jim Redman            | Honda       | +10" 3    | 4     |
| 4   | Giacomo Agostini      | Moto Morini | +23" 6    | 3     |
| 5   | Alan Shepherd         | MZ          | +1' 01" 2 | 2     |
| 6   | Luigi Taveri          | Honda       | +1' 40" 6 | 1     |
| 7   | Derek Woodman         | MZ          | +2 giri   |       |
| 8   | Günter Beer           | Honda       | +1 giro   |       |
| 9   | Bruce Beale           | Honda       | +1 giro   |       |
| 10  | Gilberto Milani       | Aermacchi   | +2 giri   |       |
| 11  | Stanislav Malina      | ČZ          | +2 giri   |       |
| 12  | Gianemilio Marchesani | Aermacchi   | +3 giri   |       |

## Classe 125

### Arrivati al traguardo
| Pos | Pilota           | Moto       | Tempo     | Punti |
| --- | ---------------- | ---------- | --------- | ----- |
| 1   | Luigi Taveri     | Honda      | 36' 40"   | 8     |
| 2   | Hugh Anderson    | Suzuki     | +1" 6     | 6     |
| 3   | Ernst Degner     | Suzuki     | +18"      | 4     |
| 4   | Ralph Bryans     | Honda      | +32" 6    | 3     |
| 5   | Frank Perris     | Suzuki     | +1' 17" 4 | 2     |
| 6   | Jim Redman       | Honda      | +2' 08" 6 | 1     |
| 7   | Walter Scheimann | Honda      | +2 giri   |       |
| 8   | Giuseppe Visenzi | Honda      | +2 giri   |       |
| 9   | Romolo Ferri     | EMC        | +2 giri   |       |
| 10  | Richard Thomas   | Bultaco    | +2 giri   |       |
| 11  | Francesco Villa  | FB Mondial | +2 giri   |       |
| 12  | Alberto Capocci  | Ducati     | +3 giri   |       |
| 13  | Accorsi          | Ducati     | +3 giri   |       |

## Fonti e bibliografia
- Corriere dello Sport, 14 settembre 1964, pag. 2.
- Risultati della 500 su autosport.com, su autosport.com.
- Risultati di 125 e 250 su gazzetta.it